# Meca (Alenquer)
Meca es una freguesia portuguesa del concelho de Alenquer, en el distrito de Lisboa, con 14,08 km² de área y 1.719 habitantes (2011). Densidad de población: 122,1 hab/km².
En su patrimonio destaca la Iglesia-Basílica de Santa Quitéria, mandada construir en 1757  bajo el patrocinio de la reina María I de Portugal, en el lugar que ocupaba una antigua ermita donde se guardaba la imagen de la santa, patrona de la freguesia, que según una tradición se había encontrado en 1238 en la cercana Quinta de S. Brás. Concluida en 1799, se trata de un importante ejemplo de arquitectura religiosa neoclásica con elementos del barroco final, emparentada estilísticamente con la Basílica da Estrela y la de Santo António da Sé, contemporáneas suyas. Fue declarada Inmueble de Interés Público en 1949.